# The Legend of Zelda
| žanr           | akcija-avantura                         |
| razvijalec/ci  | Nintendo Capcom Vanpool Grezzo          |
| izdajalec/ci   | Nintendo                                |
| ustvarjalec/ci | Shigeru Miyamoto Takashi Tezuka         |
| skladatelj     | Koji Kondo                              |
| prva izdaja    | The Legend of Zelda, 21. februar 1986   |
| zadnja izdaja  | The Legend of Zelda: Breath of the Wild |

The Legend of Zelda je serija fantazijsko-akcijskih videoiger, ki sta jo ustvarila japonska oblikovalca iger Shigeru Miyamoto in Takashi Tezuka. Igre razvijajo in izdajajo zlasti pri Nintendu, vsebujejo pa akcijske, pustolovske in ugankarske elemente. 
Serija se osredotoča na protagonista Linka, ki ga upravlja igralec. Običajno ima Link nalogo rešiti princeso Zeldo (Princess Zelda) in  kraljestvo Hyrule (kingdom of Hyrule) pred glavnim antagonistom Ganondorfom. Protagonist v igri ni vedno isto utelešenje Linka, obstaja pa nekaj izjem.
Zgodba se pogosto navezuje na relikvijo imenovano Triforce, ki je sestavljena iz treh enakostraničnih trikotnikov, ki skupaj sestavljajo večji trikotnik. Vsak del Triforca predstavlja svojo vrlino, Moč (običajno dodeljen Ganondorfu), Pogum (običajno dodeljen Linku) in modrost (običajno dodeljena Zeldi). Vsi deli Triforca skupaj imajo moč izpolniti kakršnokoli željo. Če pa se združenega Triforca dotakne nekdo, ki nima ravnovesja med močjo, pogumom in modrostjo, se bo razdelil na tri dele, ostal pa mu bo del, ki ga najbolj predstavlja. 
Od leta 1986, ko je izšla originalna igra The Legend of Zelda, je v seriji nastalo še 18 iger za vse glavne Nintendove konzole, poleg njih pa tudi razni spin-offi. The Legend of Zelda je ena najuspešnejših Nintendovih franšiz; skupno so prodali več kot 130 milijonov iger. Oboževalci in kritiki nekatere igre smatrajo kot ene izmed najboljših iger vseh časov.

## Seznam iger
| Igra                                                    | Leto izdaje | Konzola                                     |
| ------------------------------------------------------- | ----------- | ------------------------------------------- |
| The Legend of Zelda                                     | 1986        | NES ( Nintendo Entertainment System)        |
| Zelda II: The Adventure of Link                         | 1987        | NES ( Nintendo Entertainment System)        |
| The Legend of Zelda: A Link to the Past                 | 1991        | SNES ( Super Nintendo Entertainment System) |
| The Legend of Zelda: Link's Awakening                   | 1993        | Game Boy                                    |
| The Legend of Zelda: Ocarina of Time                    | 1998        | Nintendo 64                                 |
| The Legend of Zelda: Majora's Mask                      | 2000        | Nintendo 64                                 |
| The Legend of Zelda: Oracle of Seasons / Ages           | 2001        | Game Boy Color                              |
| The Legend of Zelda: A Link to the Past and Four Swords | 2002        | Game Boy Advance                            |
| The Legend of Zelda: The Wind Waker                     | 2002        | Nintendo GameCube                           |
| The Legend of Zelda: Four Swords Adventures             | 2004        | Nintendo GameCube                           |
| The Legend of Zelda: The Minish Cap                     | 2004        | Game Boy Advance                            |
| The Legend of Zelda: Twilight Princess                  | 2006        | GameCube, Wii                               |
| The Legend of Zelda: Phantom Hourglass                  | 2007        | Nintendo DS                                 |
| The Legend of Zelda: Spirit Tracks                      | 2009        | Nintendo DS                                 |
| The Legend of Zelda: Skyward Sword                      | 2011        | Nintendo Wii                                |
| The Legend of Zelda: A Link Between Worlds              | 2013        | Nintendo 3DS                                |
| The Legend of Zelda: Tri Force Heroes                   | 2015        | Nintendo 3DS                                |
| The Legend of Zelda: Breath of the Wild                 | 2017        | Wii U, Switch                               |
| The Legend of Zelda: Tears of the Kingdom               | 2023        | Nintendo Switch                             |
| The Legend of Zelda: Echoes of Wisdom                   | 2024        | Nintendo Switch                             |